# Église Saint-Pierre-des-Minimes
L'église Saint-Pierre-des-Minimes (Sant Pèire de Jauda en occitan) est une église située à Clermont-Ferrand, dont l'entrée orientale se situe sur la place de Jaude.

## Présentation
L'église a été construite au XVIIe siècle pour servir d'église au couvent des Minimes. Son style est classique. L'église est agrandie au XIXe siècle par Jean Teillard.
Les sculptures intérieures sont dues à Henri Gourgouillon.
Cette église fait l’objet d’une inscription au titre des monuments historiques depuis le 30 octobre 1987.

## Galerie

Principaux éléments architecturaux et structuraux de l'église.
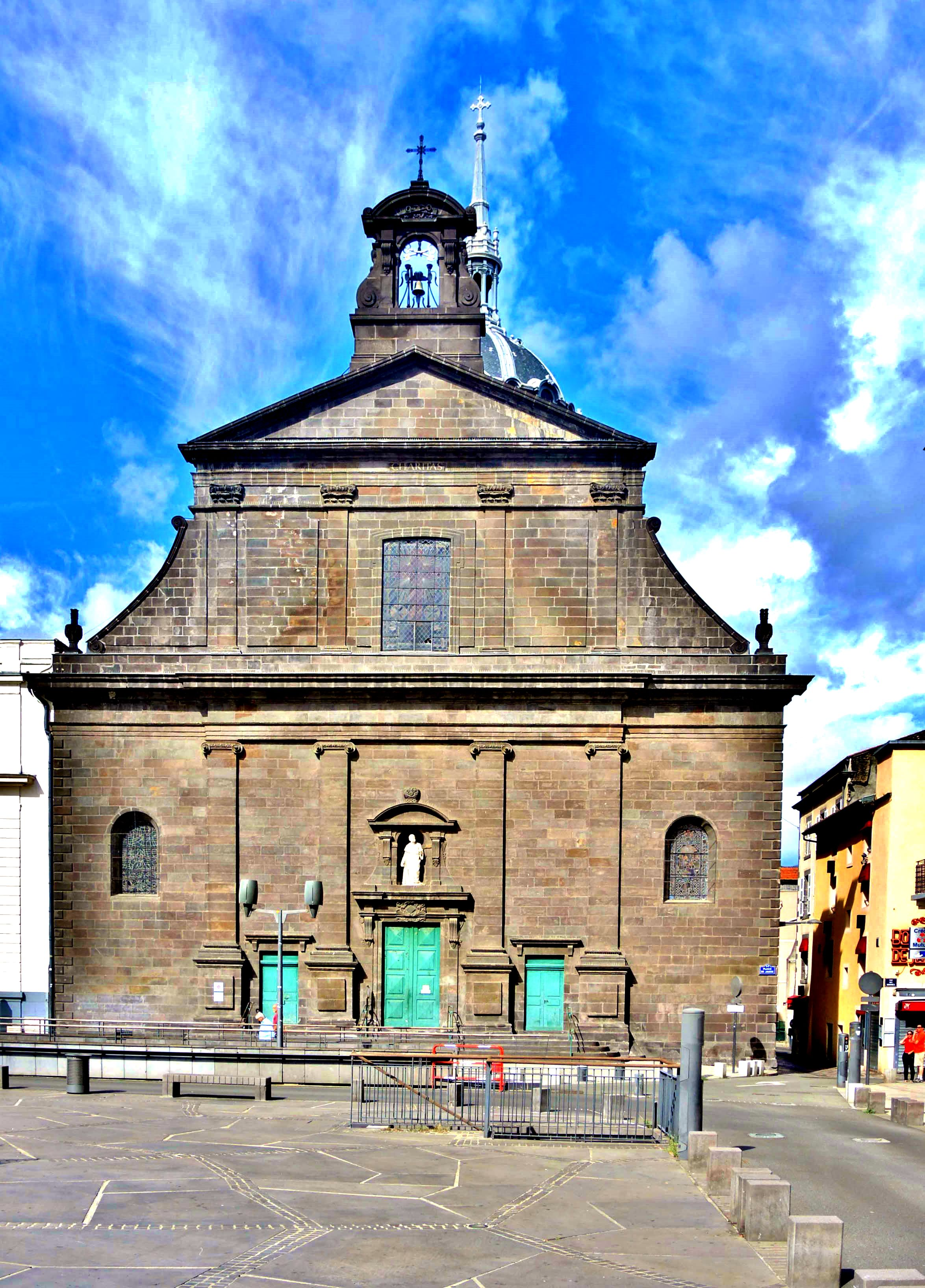
Façade orientale, place de Jaude.
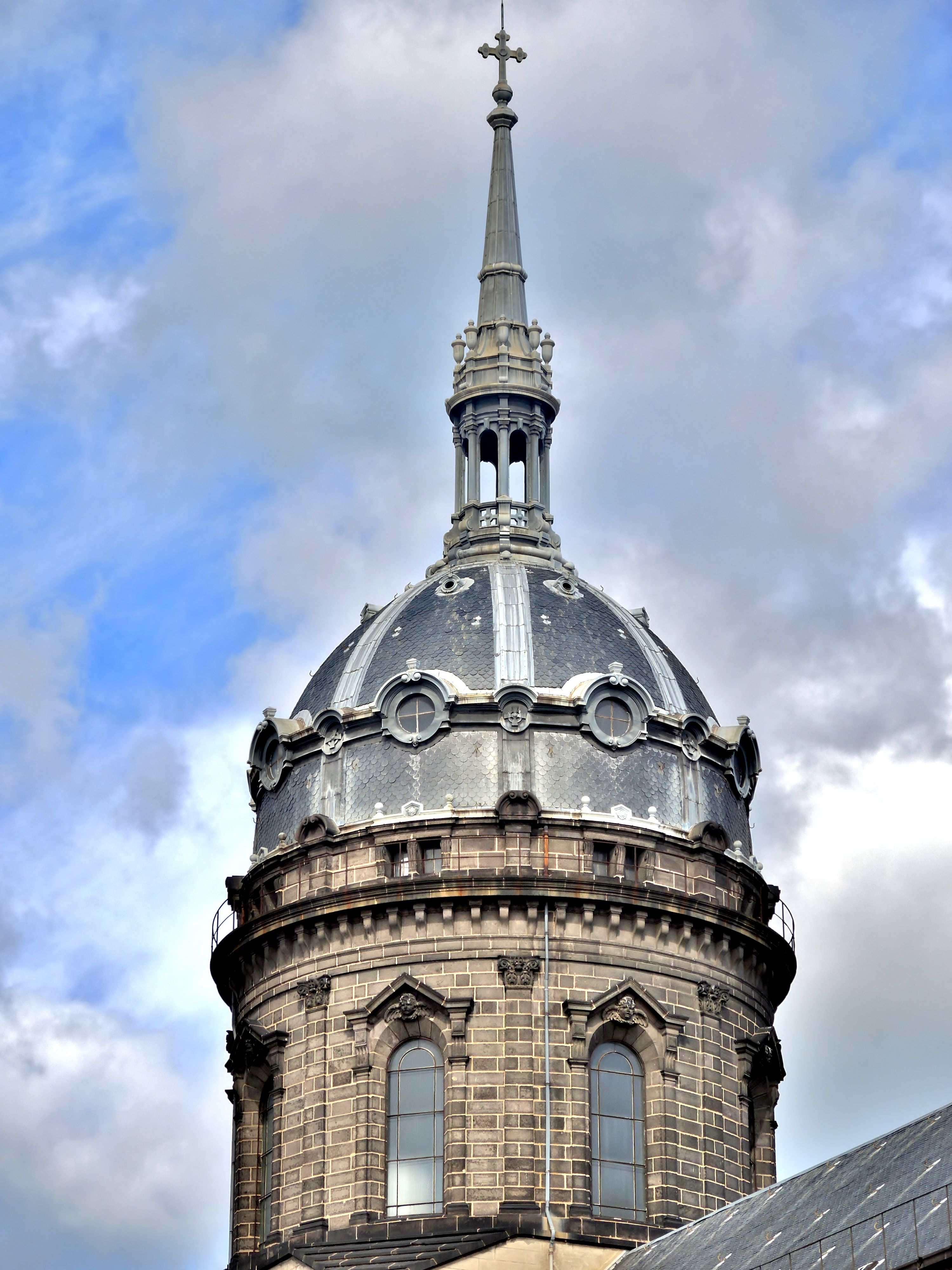
Tour-lanterne et son dôme.
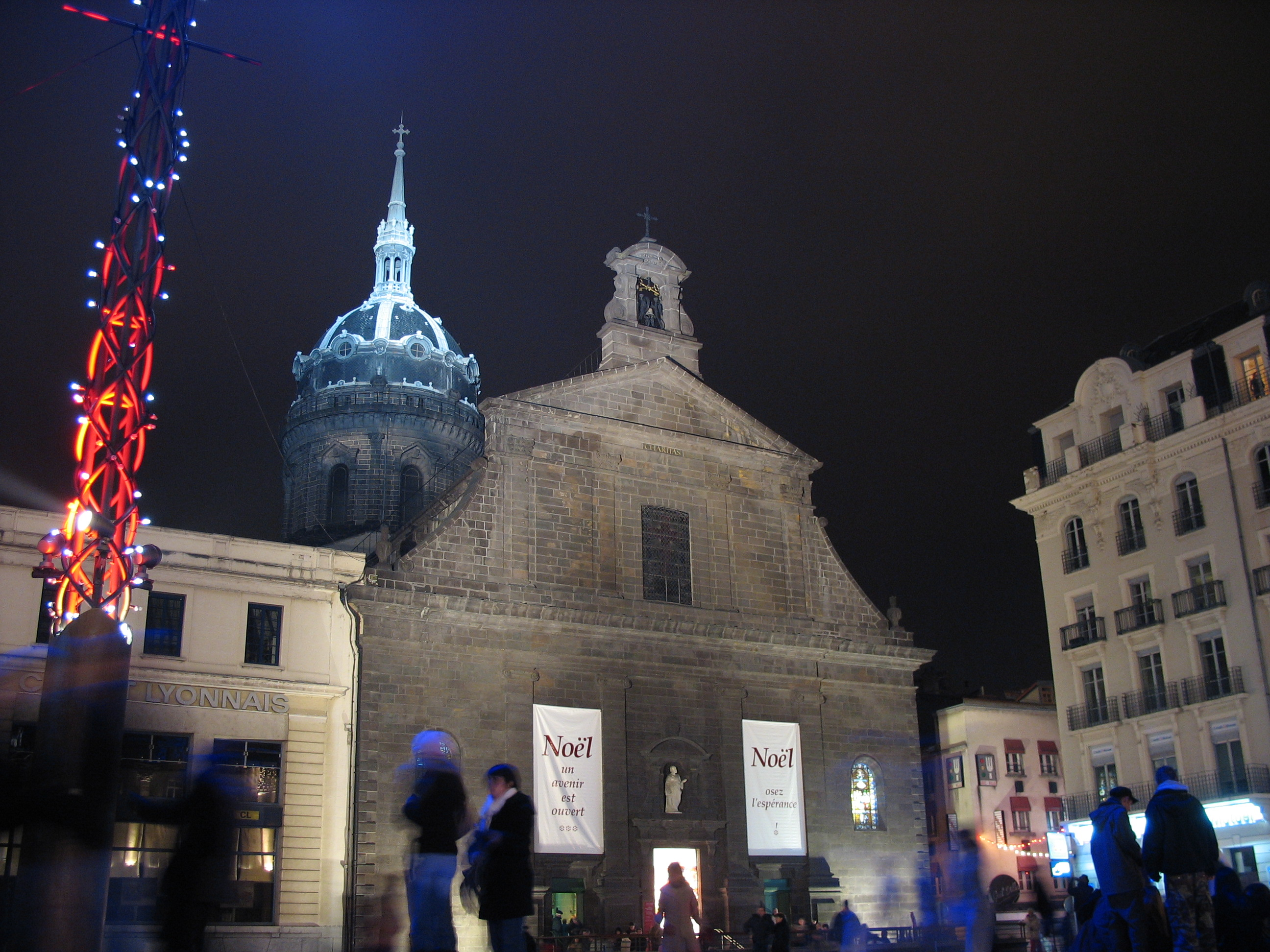
Parvis oriental de nuit.
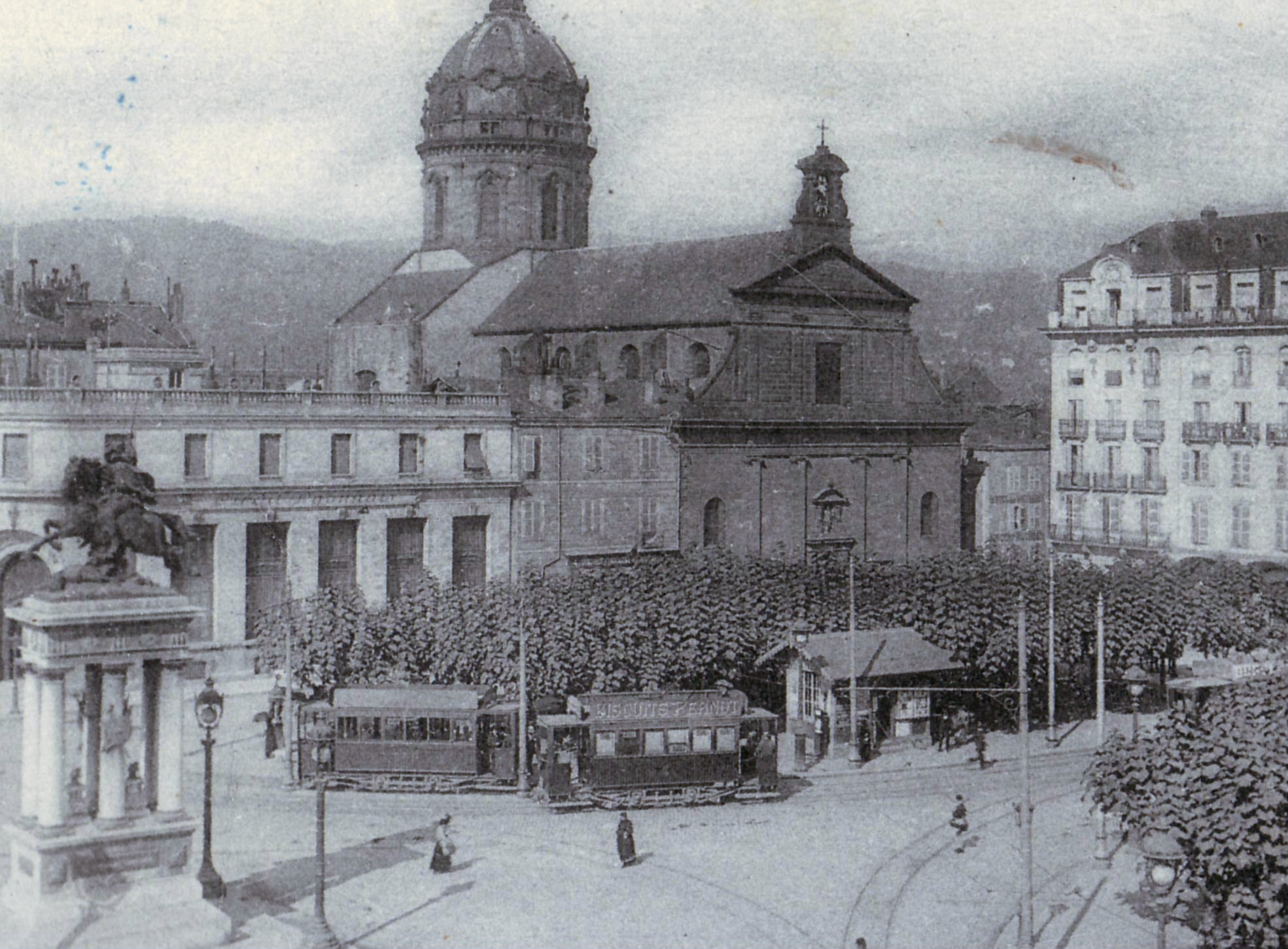
Tram et parvis de l'église sur la place de Jaude. Premières années du XXe siècle.
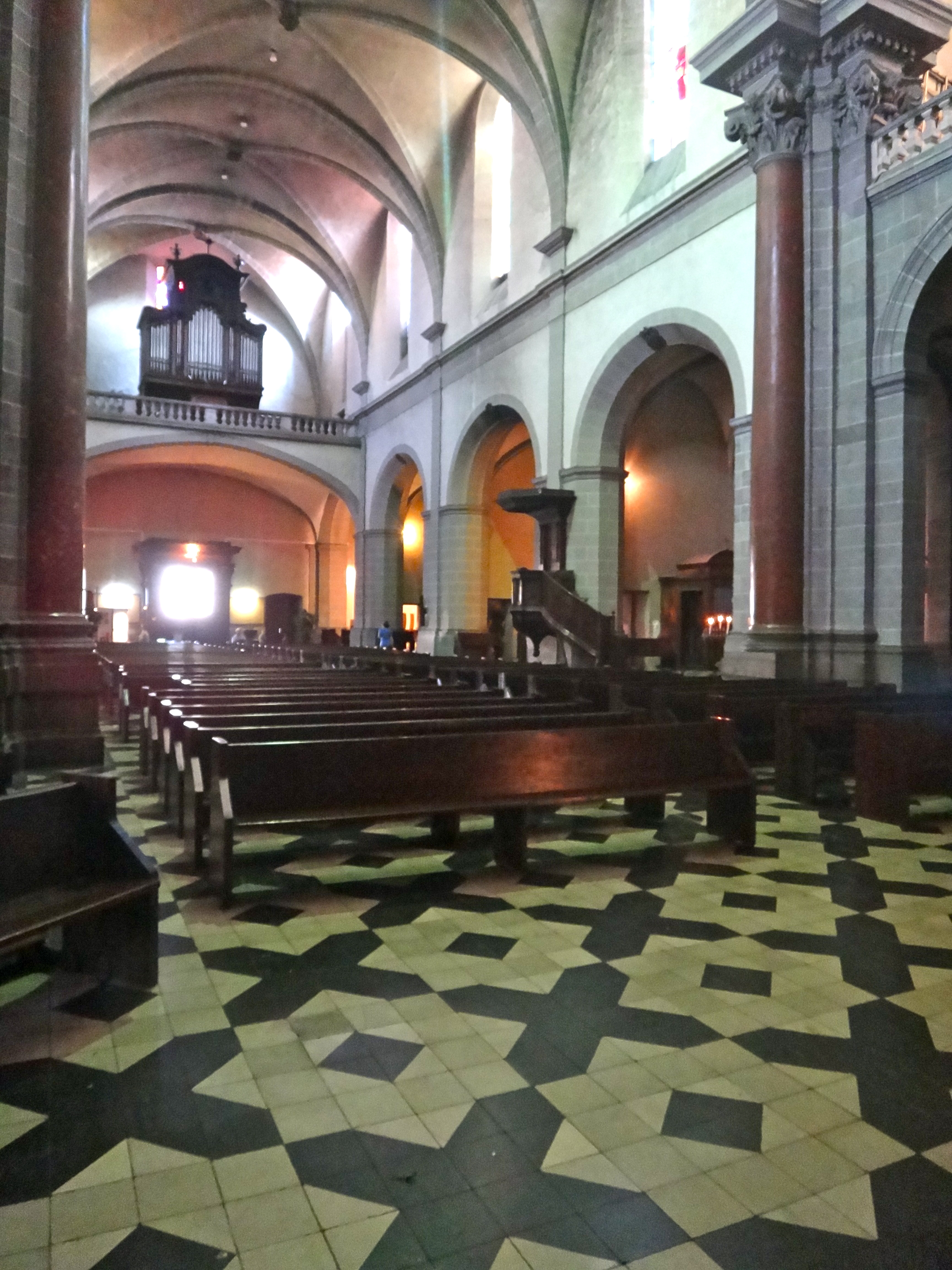
Vue de l'intérieur ; nef.
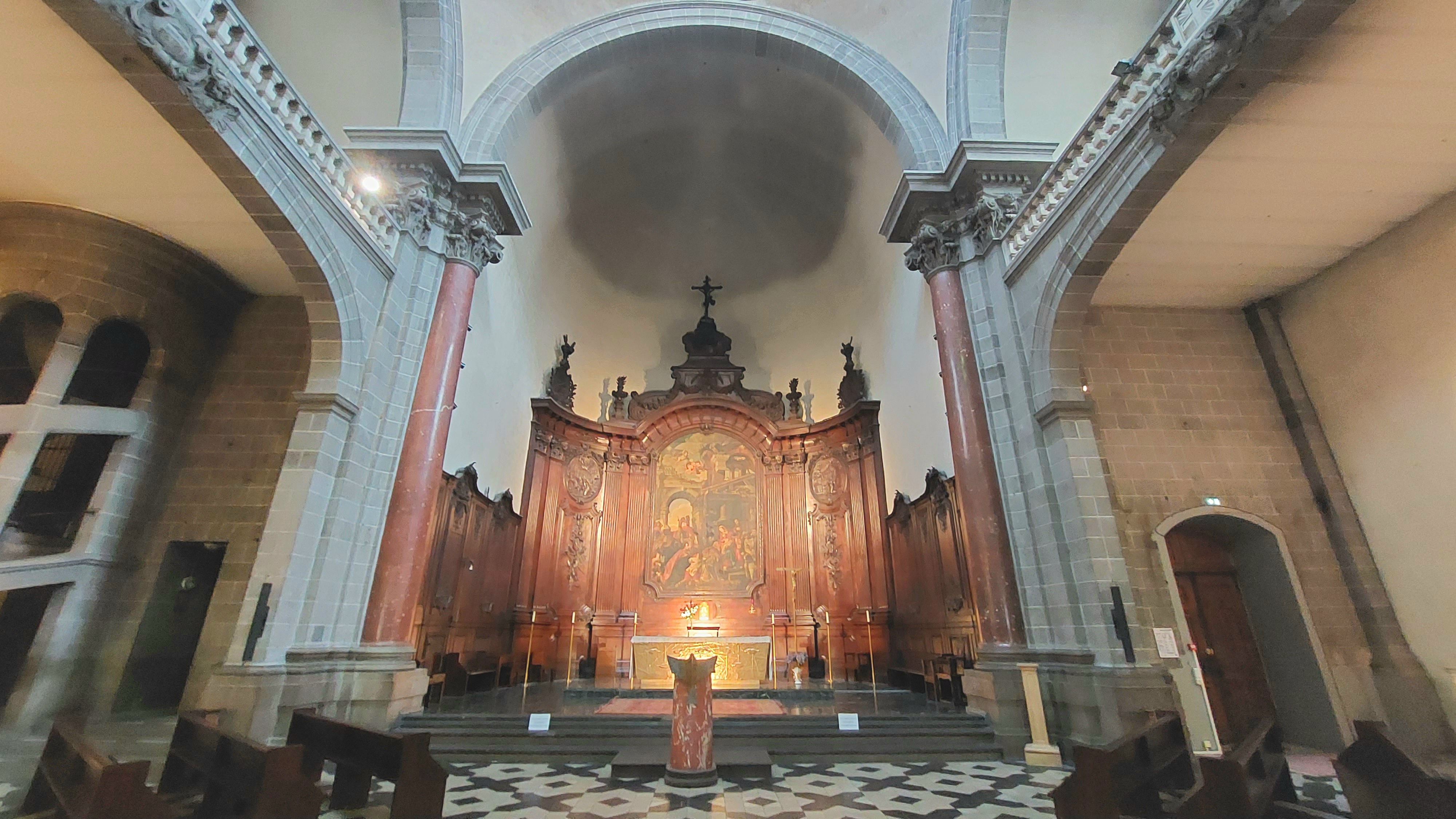
Chœur et autel